# 科奇斯月坑
科奇斯月坑（Cochise）是月球表面的一处地质特征，一座位于陶拉斯-利特罗谷中的陨石坑。1972年阿波罗17号任务期间，宇航员尤金·塞尔南和哈里森·施密特就降落在它的西南，在第三次舱外活动中，他们曾乘坐月球车沿它的边缘驶过，但未作停留。
科奇斯月坑西南面是莎士比亚月坑和范塞尔格月坑，而东北面则为鲍文月坑以及位于蚀山群脚下的8号科考点。
该陨坑是由宇航员取名自阿帕奇族奇里卡华人酋长“科奇斯”。

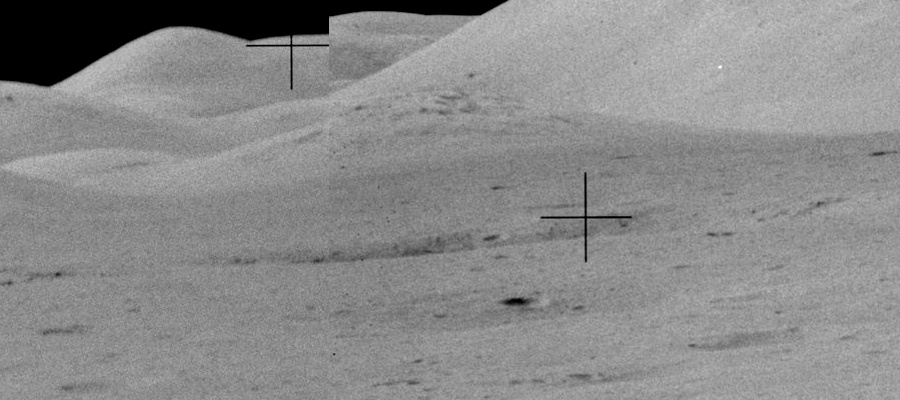
6号科考点所拍照片前景中的科奇斯月坑，与北丘尚有一段距离。

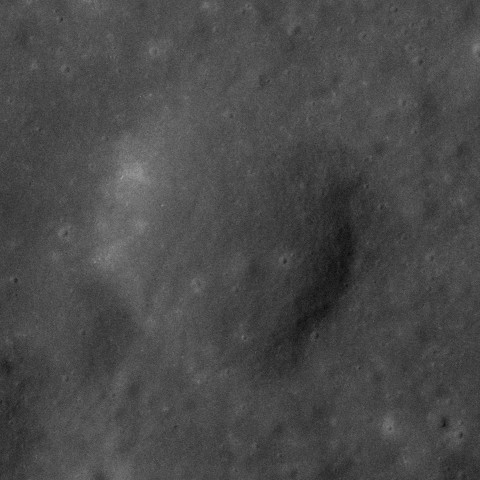
阿波罗17号全景相机照片